# Taubertalbrücke
Die Taubertalbrücke (offiziell Taubertal-Brücke) führt die Bundesautobahn 81 bei Distelhausen, einem Ortsteil von Tauberbischofsheim im Main-Tauber-Kreis in Baden-Württemberg, über die Tauber.

## Bauweise und Geschichte

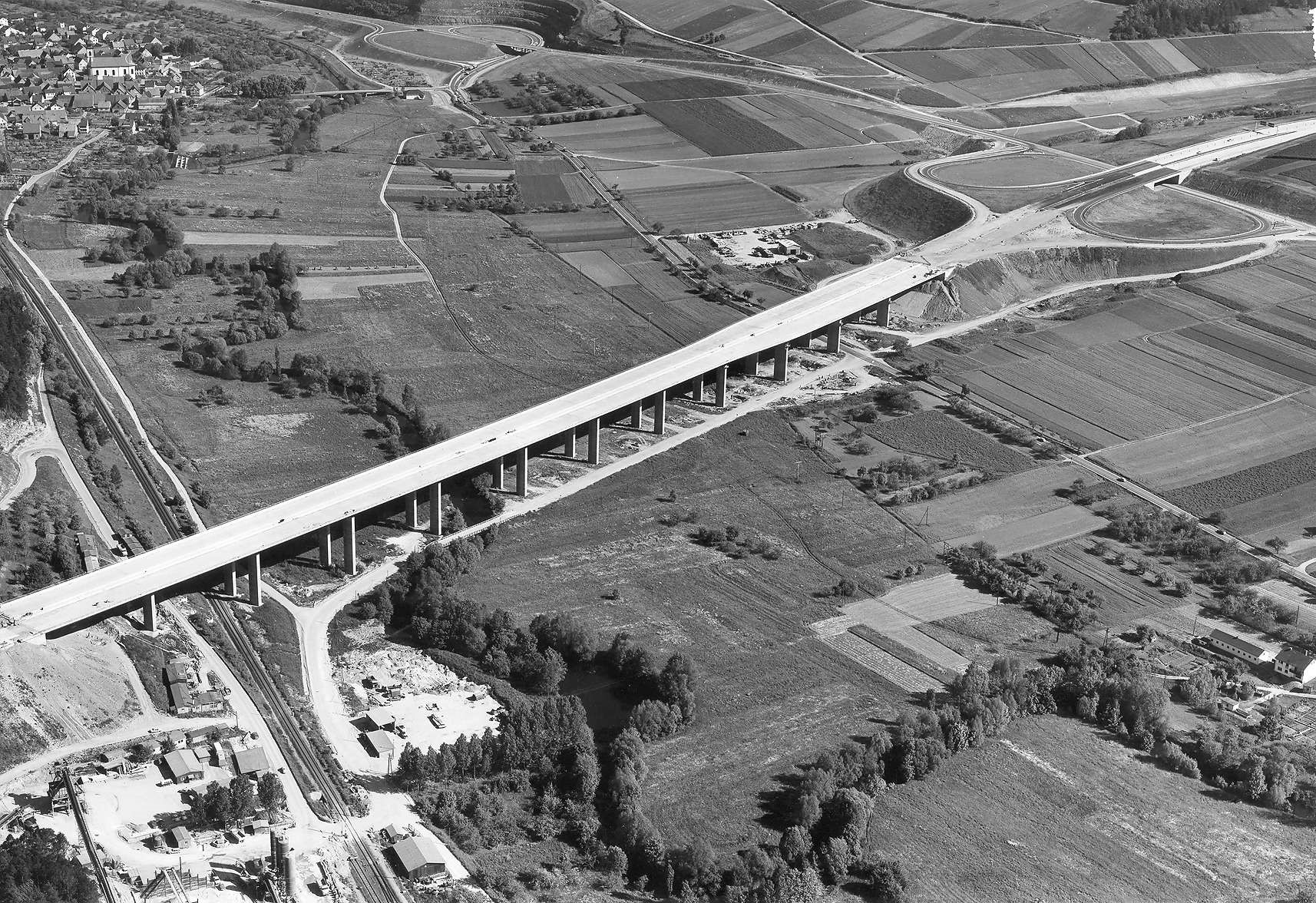
Der Deckenbaubahnhof Distelhausen (links unten) während des Baus der A 81 mit der nahe gelegenen Taubertalbrücke sowie der Anschlussstelle Tauberbischofsheim im Jahre 1973

Die Taubertalbrücke wurde zwischen April 1968 und Juni 1973 errichtet. Die Kosten beliefen sich auf 12 Millionen Mark. Fast zeitgleich begannen die Bauarbeiten an der nahe gelegenen Rötensteinbrücke.
Während der Bauphase in den 1970er Jahren wurde nördliche des Bahnhofes Distelhausen für eine Dauer von etwa zwei Jahren der zusätzliche Deckenbaubahnhof Distelhausen eingerichtet.
Die 661 m lange Taubertalbrücke hat in jeder Fahrtrichtung zwei Fahrstreifen und einen Standstreifen; im Bereich vor der Anschlussstelle Tauberbischofsheim ist sie um die auf der Brücke angeordneten Verzögerungs- und Beschleunigungsstreifen auf rund 38 m erweitert. Sie quert die Tauber in 32 m Höhe.
Die Spannbeton-Balkenbrücke hat elf Felder mit Pfeilerachsabständen von 60 m. Sie hat für jede Fahrtrichtung getrennte Überbauten  mit je einem rechteckigen durchlaufenden Hohlkasten und einer Reihe von sechseckigen Pfeilern.
Die Taubertalbrücke war nach der Wildbichler Brücke über den Inn bei Kufstein die erste Brücke in Deutschland, die im Taktschiebeverfahren gebaut wurde – mit Hilfspfeilern und im Verschiebezustand noch schlaff bewehrt.
Sie wurde in den Jahren 2010 bis 2013 instand gesetzt und verstärkt. Laut Experten wird wohl trotz teurer Instandhaltungen ein Neubau in den 2020er bis 2030er Jahren erforderlich sein.

Ansichten der Taubertalbrücke
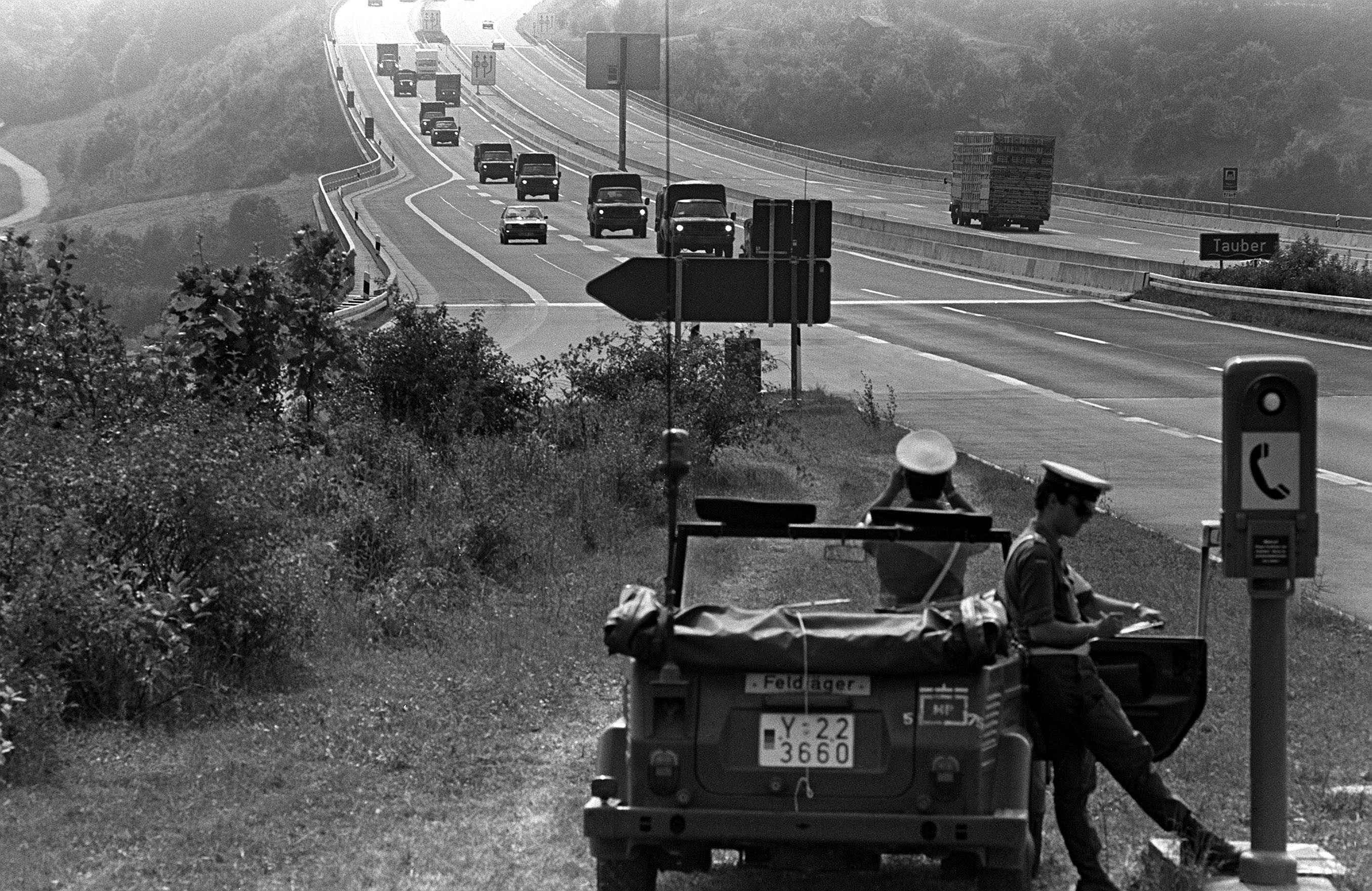
Blick in Richtung Südwesten über die Taubertalbrücke, als diese von einem Konvoi der United States Army überquert wird, 1982
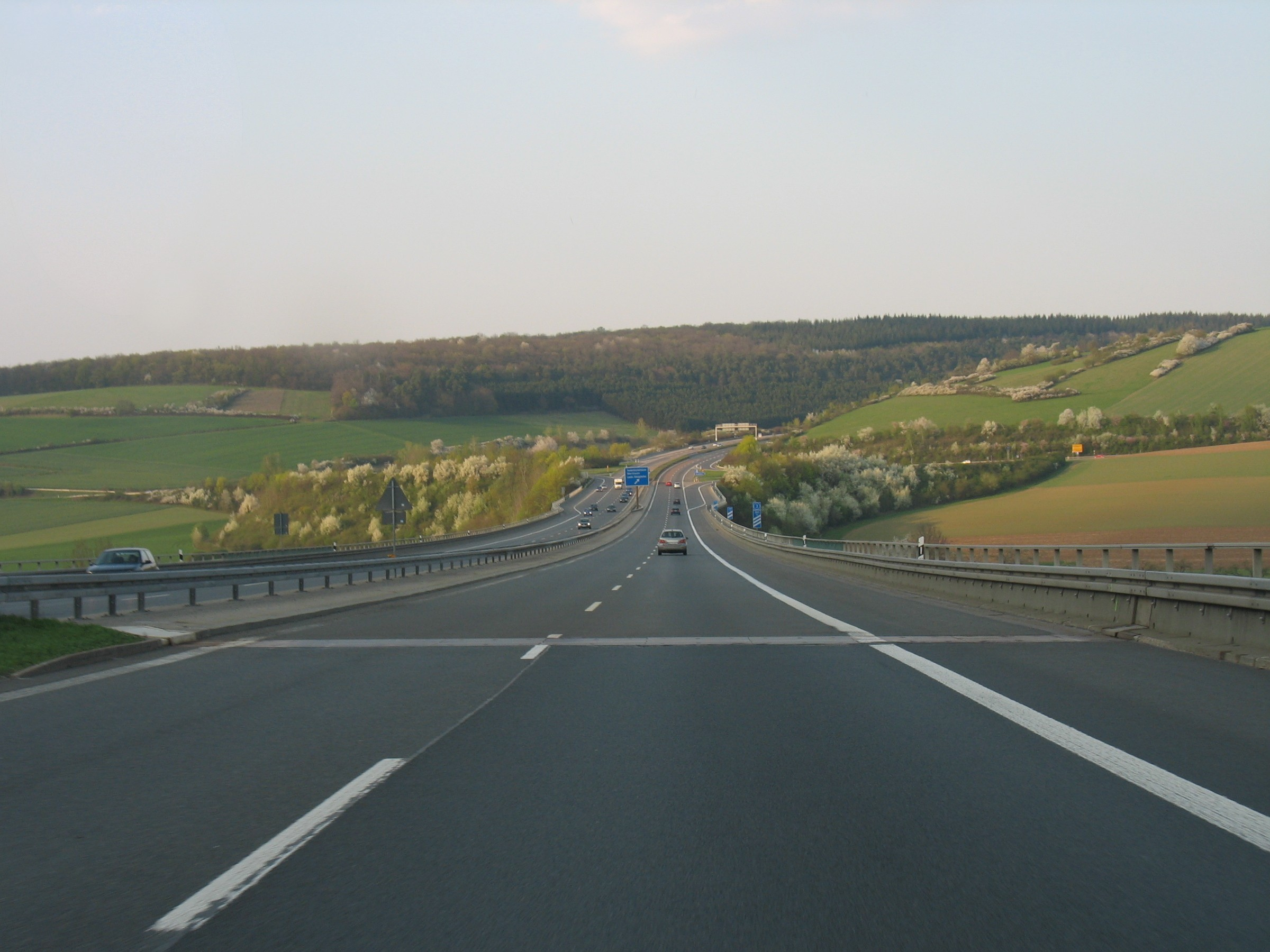
Blick in Richtung Nordosten über die Taubertalbrücke zur Anschlussstelle Tauberbischofsheim, 2009
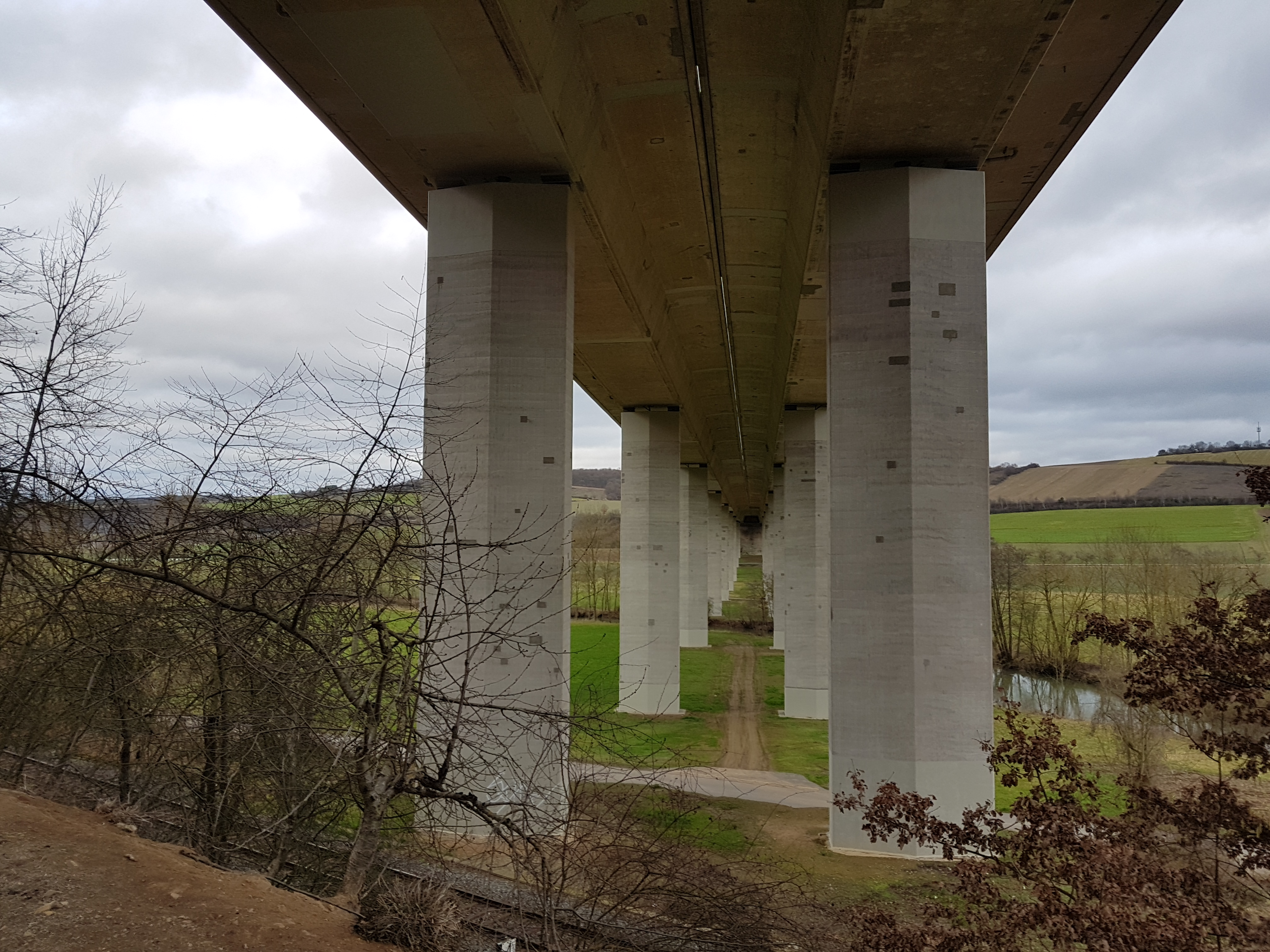
Blick in Richtung Nordosten unter der Taubertalbrücke, 2018